# Riviera romagnola

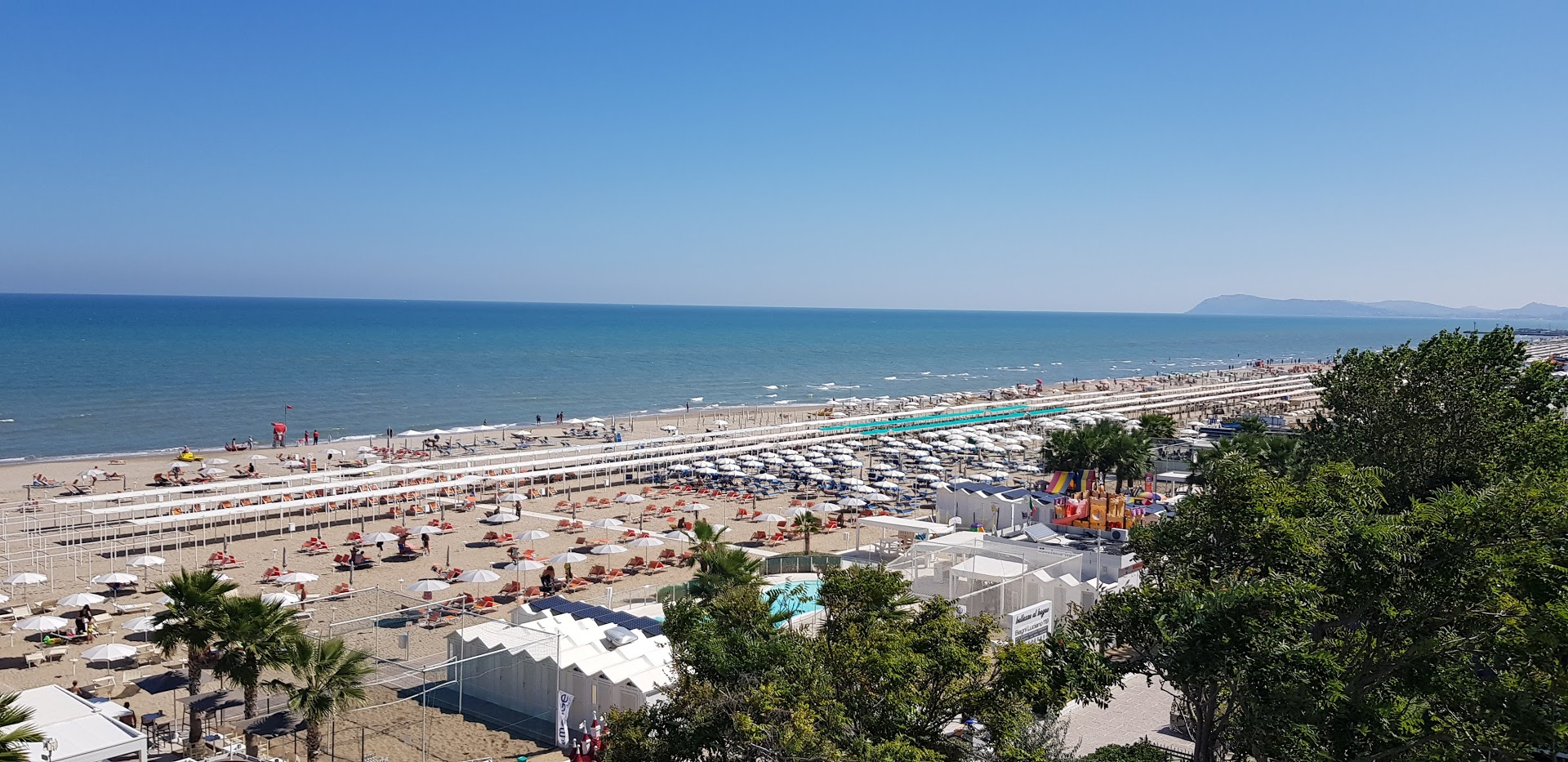
Spiaggia di Riccione

La Riviera romagnola è un tratto di costa, che si affaccia sull'Alto Adriatico, compresa per quasi la sua totalità in Emilia-Romagna, lungo 91 chilometri, dalla foce del fiume Reno, che separa le Valli di Comacchio dalla provincia di Ravenna, al promontorio di Gabicce Mare in provincia di Pesaro e Urbino.
È uno dei comprensori turistici balneari più importanti ed estesi d'Italia, e ha conosciuto il suo massimo sviluppo dal secondo dopoguerra fino alla fine degli anni '80 del XX secolo, quando si è formata una conurbazione  quasi ininterrotta lungo tutta la fascia costiera.

## Geografia

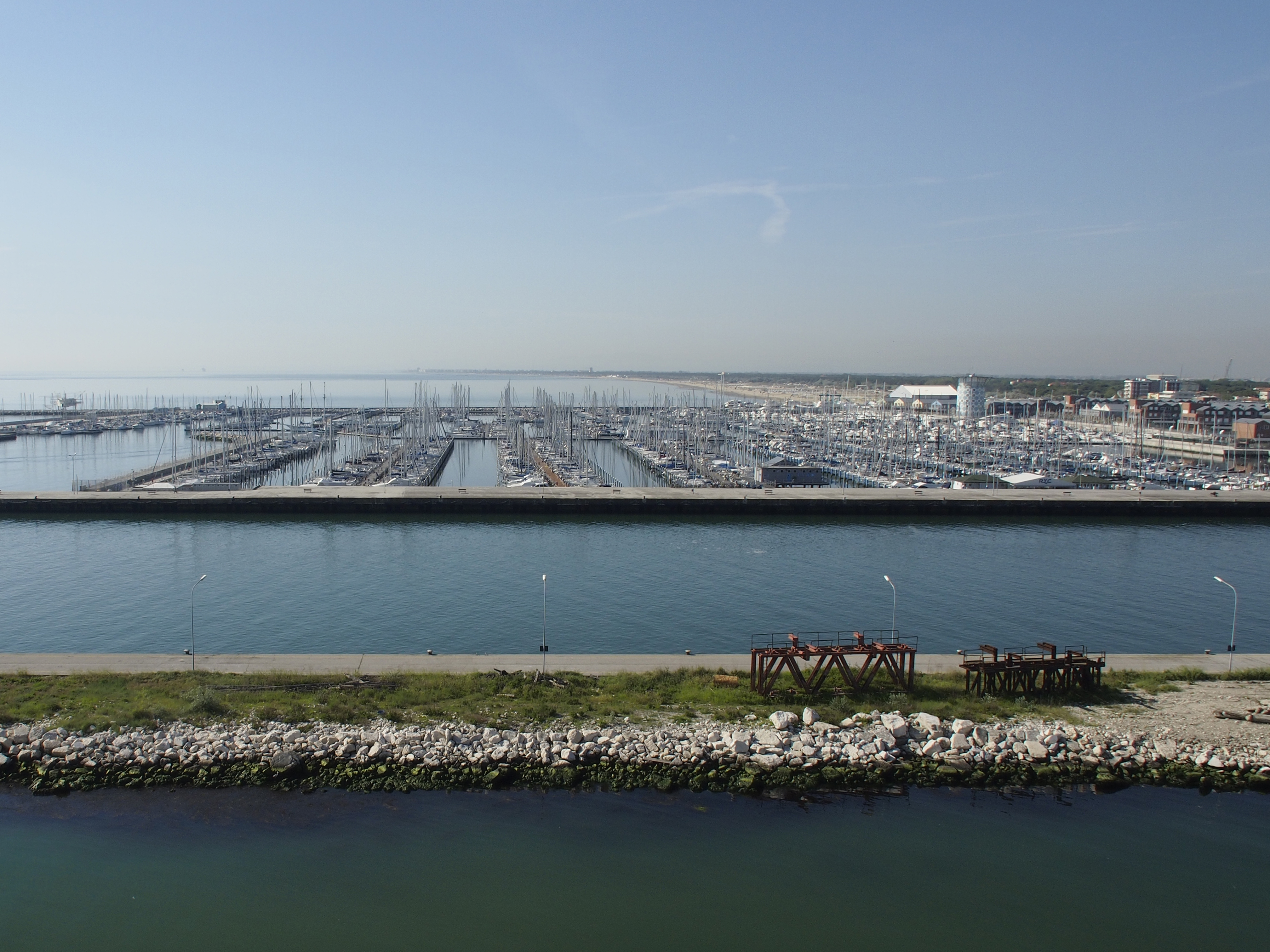
Marina di Ravenna

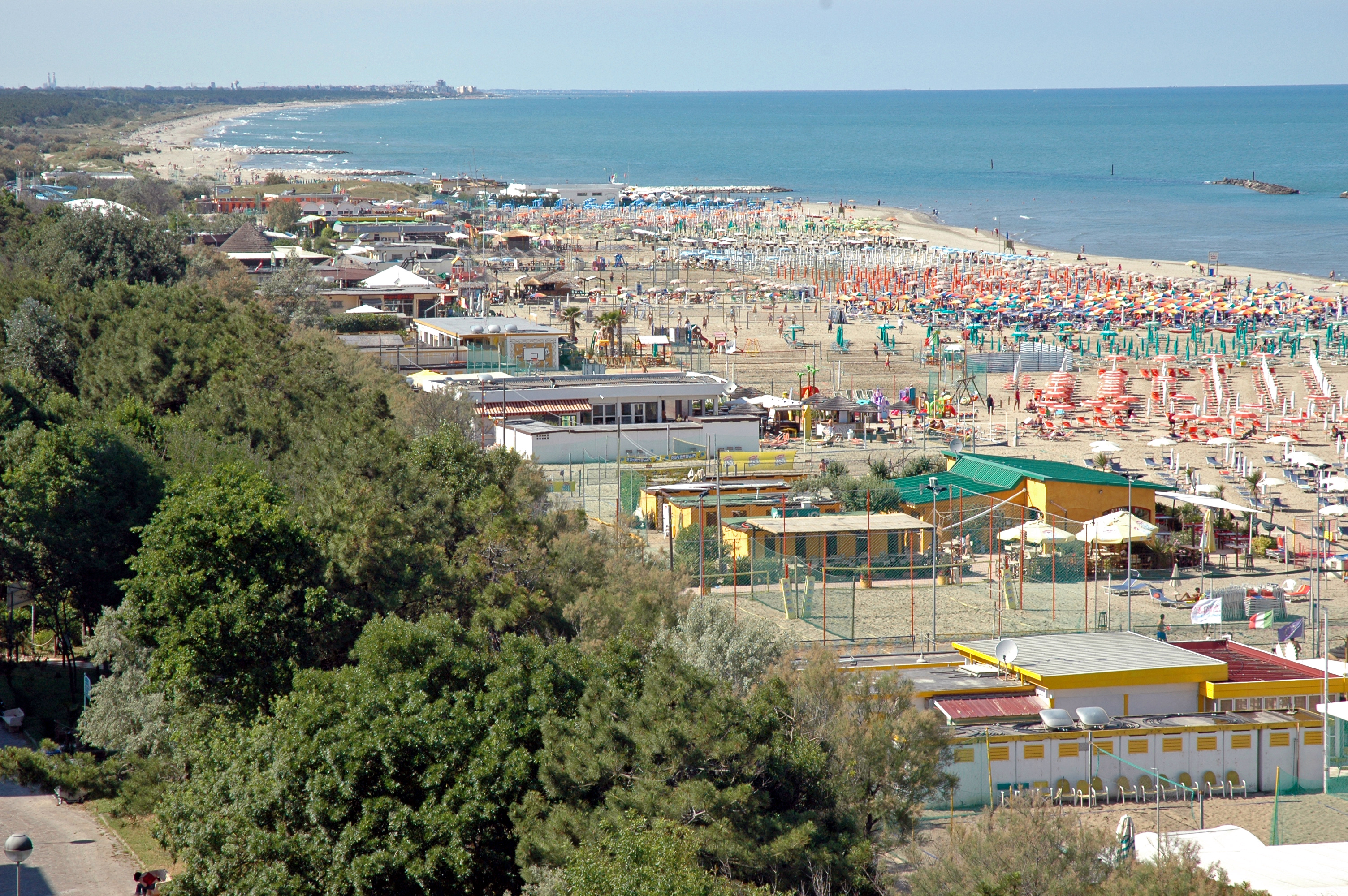
Lido di classe

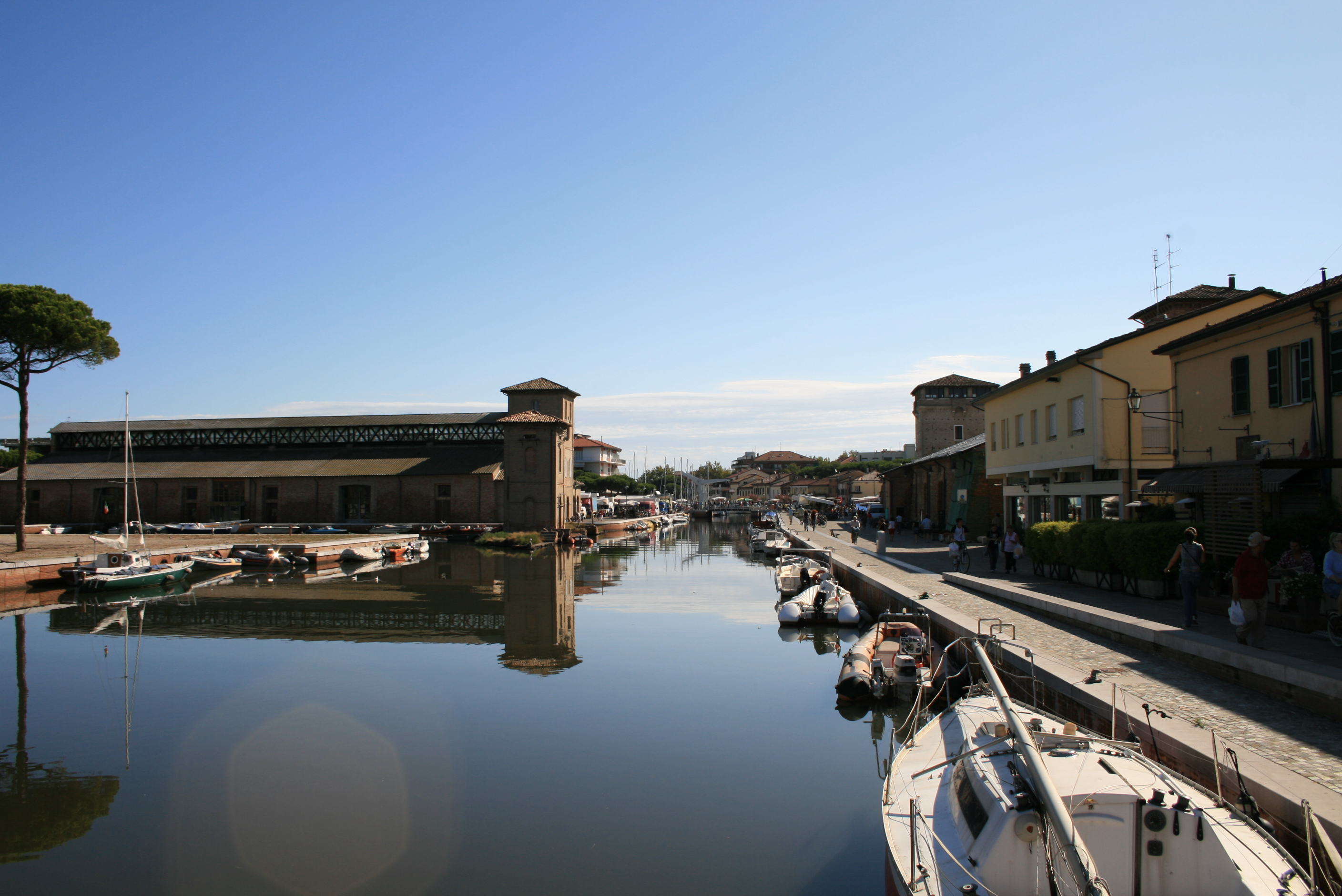
Cervia

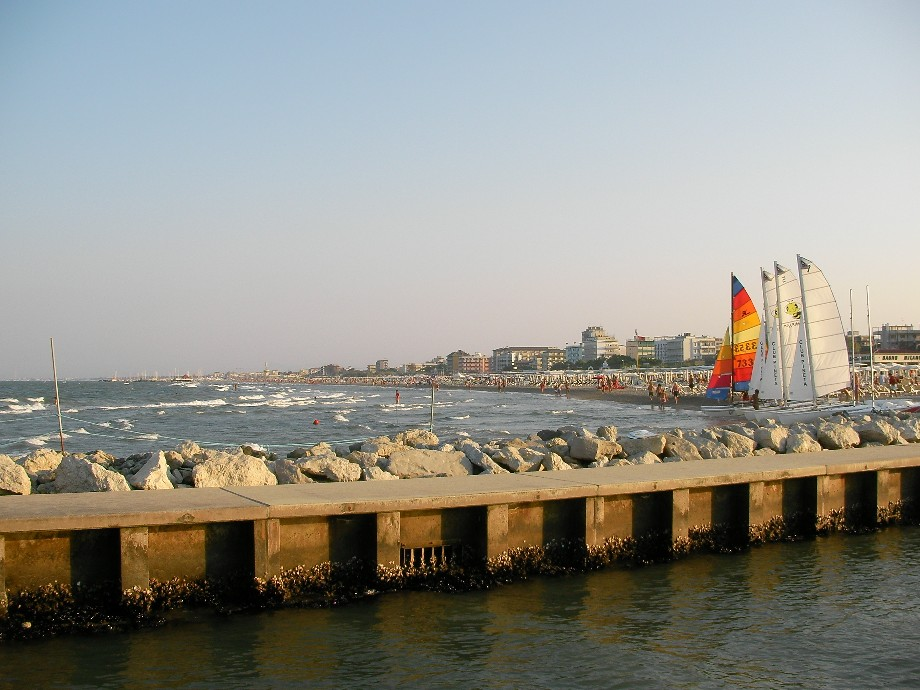
Milano Marittima

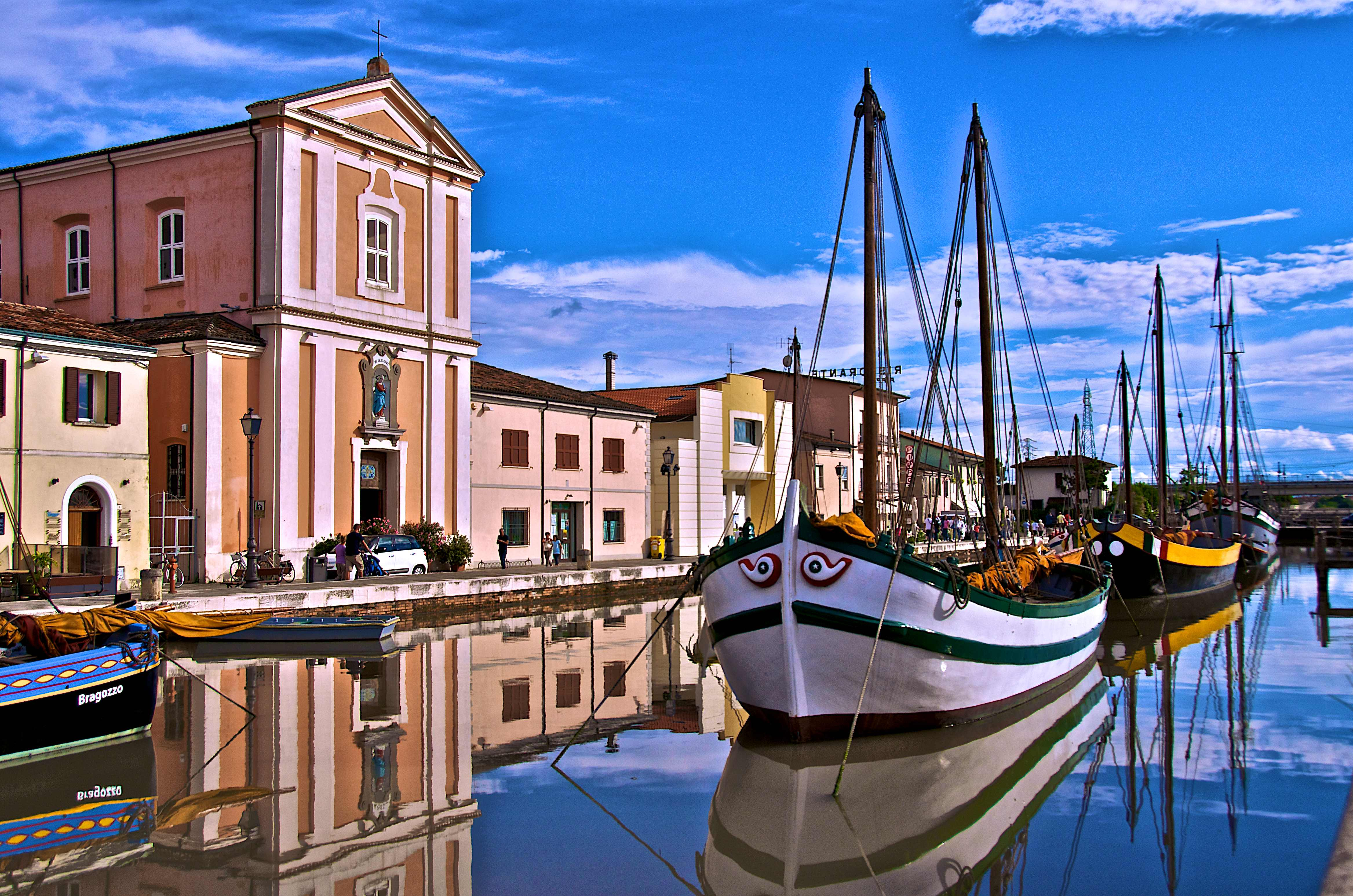
Cesenatico

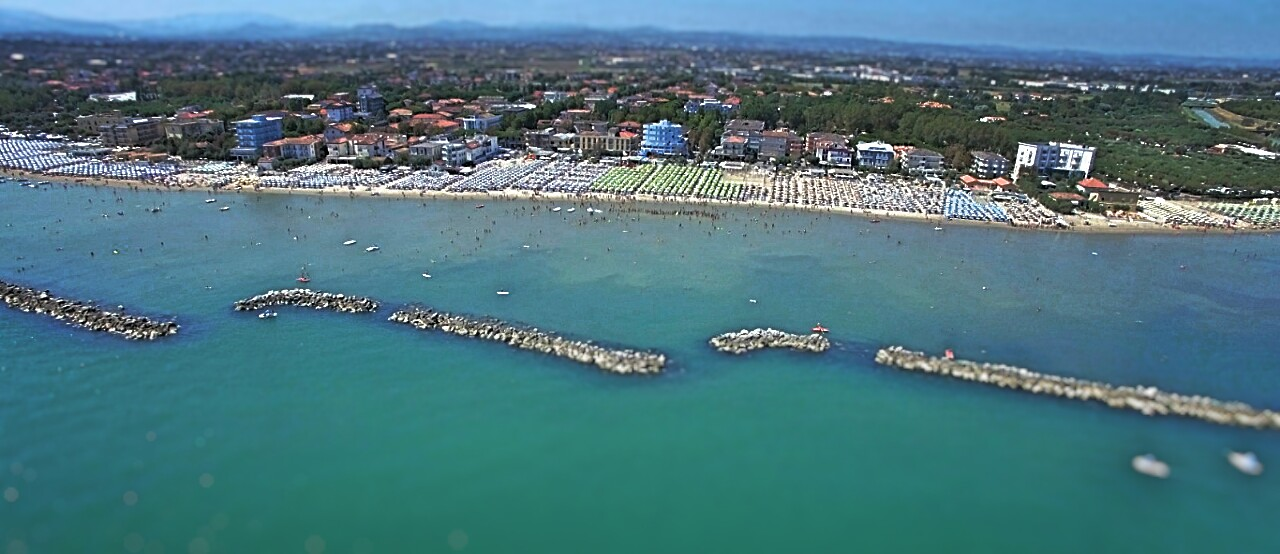
San Mauro Mare

Bellaria-Igea Marina

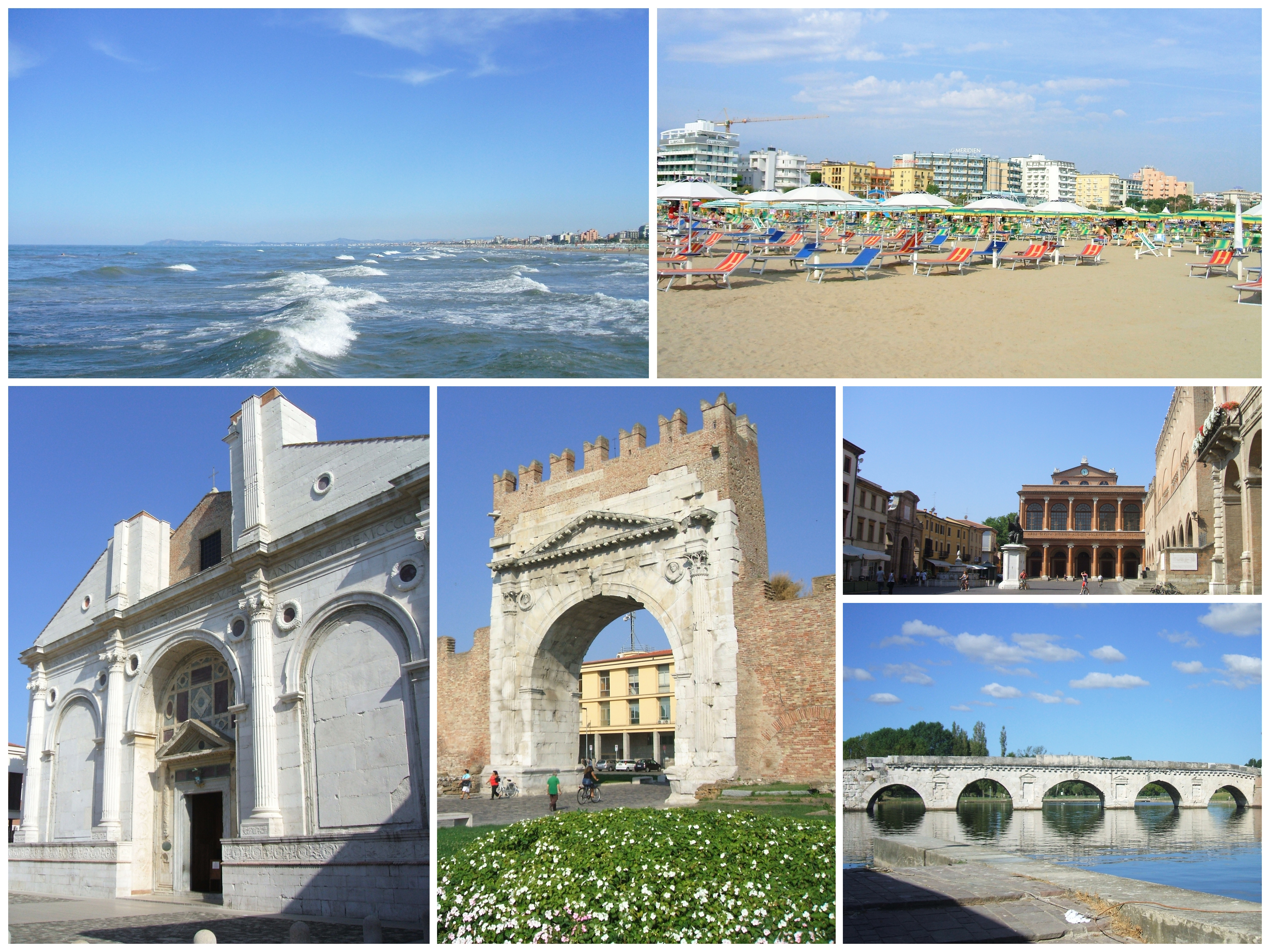
Rimini

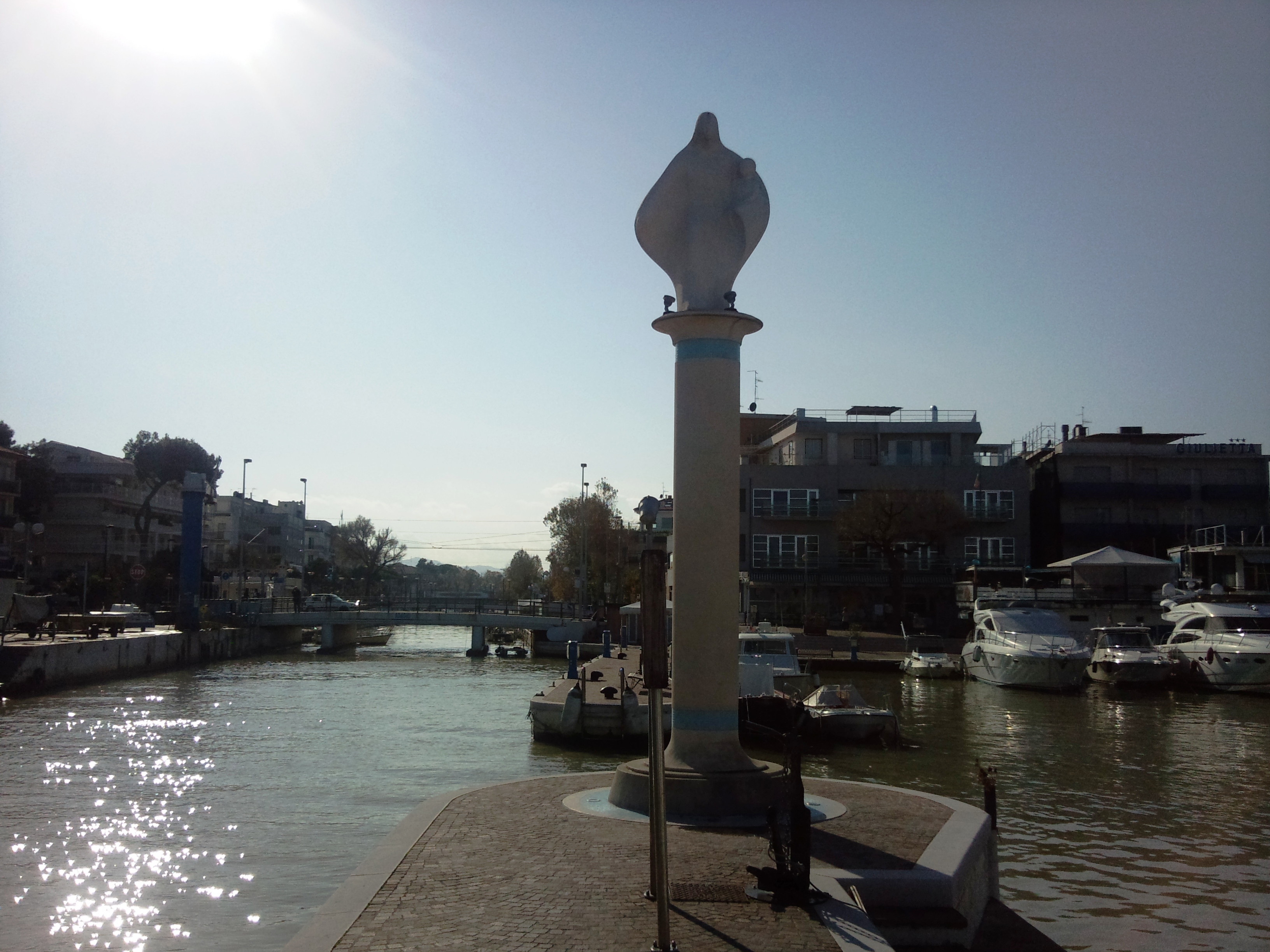
Riccione

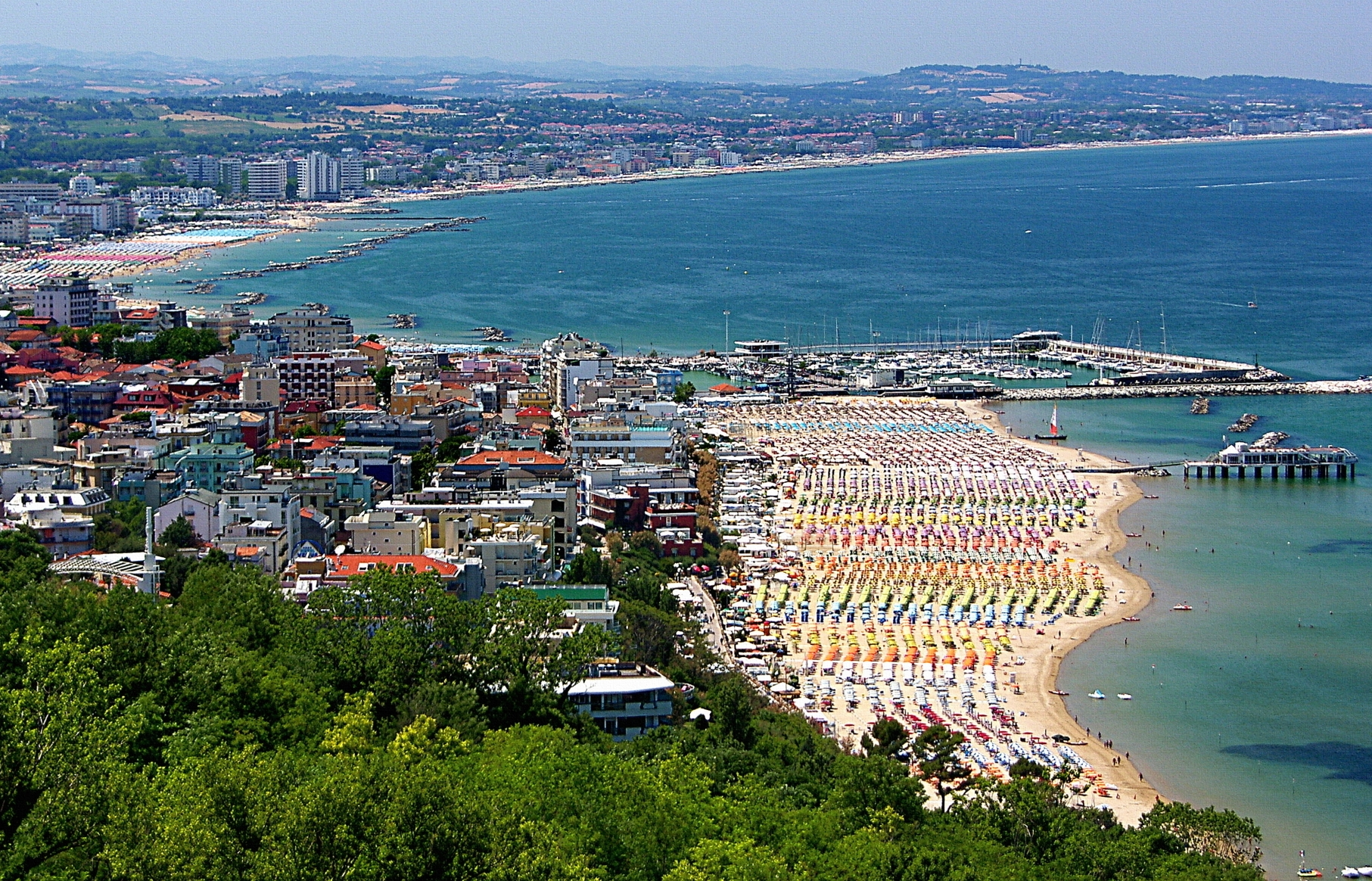
Cattolica e Gabicce Mare

Corrisponde al tratto di costa compreso tra la foce del fiume Reno (in Emilia-Romagna) e il promontorio di Gabicce (nel comune di Gabicce Mare, il più settentrionale della Regione Marche), attraversando tutta la provincia di Ravenna (lidi ravennati), la provincia di Forlì-Cesena e la provincia di Rimini per terminare all'inizio della provincia di Pesaro-Urbino, della quale include una piccola estremità ancora pianeggiante prima del Monte San Bartolo.
Caratterizzata da spiagge ampie, basse e sabbiose con la presenza a nord di frequenti zone naturalistiche ("valli" e pinete), mentre il sud è stato interessato, negli ultimi 30-40 anni del XX secolo, ad una progressiva urbanizzazione, dal dopoguerra in avanti lo sviluppo economico dell'area è stato particolarmente rilevante, con un grande sviluppo del settore terziario.
I centri abitati della Riviera, partendo da nord a sud, sono rispettivamente: Ravenna (Casal Borsetti, Marina Romea, Porto Corsini, Marina di Ravenna, Punta Marina Terme, Lido Adriano, Lido di Dante, Lido di Classe, Lido di Savio), Cervia (Milano Marittima, Pinarella, Tagliata), Cesenatico, (Zadina, Valverde, Villamarina), Gatteo a Mare, Savignano a Mare, San Mauro Mare, Bellaria-Igea Marina, Rimini (da Torre Pedrera a nord, fino a Miramare a sud), Riccione, Misano Adriatico, Cattolica e il tratto di costa pianeggiante di Gabicce Mare, in provincia di Pesaro e Urbino.

## Storia

### Le origini
Lo sviluppo della Riviera romagnola come area turistica attrezzata ebbe inizio a Rimini. Il primo «Stabilimento privilegiato dei Bagni Marittimi» fu inaugurato il 30 luglio 1843, sotto il governo pontificio. Aveva sei camerini su palafitte (tre per i signori e tre per le signore) e fu costruito con un primo prestito di duemila scudi pontifici forniti dalla Cassa di Risparmio di Faenza. Trent'anni dopo, lo stabilimento fu sostituito da un complesso formato da: Kursaal ("sala cure" in tedesco) circondato da un parco, una piattaforma in legno sul mare collegata alla spiaggia da una passerella, la Capanna Svizzera e la trattoria (1872-73). Ai lati della piattaforma erano disposti 25 camerini per le signore ed altrettanti per gli uomini, dai quali si scendeva direttamente in acqua. Nel 1876 fu inaugurato lo Stabilimento Idroterapico. 
I bagni di mare, intesi inizialmente come pratica terapeutica, assunsero una nuova funzione sociale e ricreativa, e divennero occasione di soggiorno mondano dell'aristocrazia e dell'alta borghesia. Nel 1873 il Tempio di Igea a Rimini fu il primo esempio a confermare tale cambiamento. Negli stessi anni, strutture ricettive per il turismo balneare sorsero anche in altre città rivierasche romagnole: Cervia, Cesenatico (nel 1878 venne aperto lo Stabilimento Balneare), Cattolica (nel 1870 la giunta comunale chiese al demanio i primi 300 metri quadrati di spiaggia da adibire ad attività balneare) e, più tardi, Riccione. 
Il 1908 fu un altro anno molto importante per la storia della Riviera romagnola: viene aperto il Grand Hotel di Rimini. Nel 1911 fu realizzata una nuova ed estesa zona balneare nel comune di Cervia: a nord della cittadina venne lottizzata una lunga fascia litoranea già coperta di pineta, facendo sorgere villini, parchi e giardini: nasceva Milano Marittima. Sul versante meridionale, in cambio dell'edificabilità, gli oneri di urbanizzazione portarono alla costruzione della linea tramviaria Rimini-Riccione lungo la strada litoranea.
Con la diffusione del turismo di massa, gli anni trenta videro la costruzione di numerosi alberghi, pensioni e villini sia a Rimini-Riccione (quest'ultimo divenuto comune autonomo nel 1922) che a Milano Marittima. Le prime colonie balneari per i figli delle famiglie meno abbienti, sorte a Rimini nel 1870 e a Riccione nel 1877, si iniziarono a diffondere, ospitando soprattutto i bambini poveri colpiti dalla scrofola. Nel 1935 venne iniziata la costruzione del lungomare di Rimini. Il secondo dopoguerra fu caratterizzato da una rapida ricostruzione e da un'enorme crescita del settore turistico. Rimini, Riccione, Cattolica, Cesenatico e Milano Marittima divennero tra le più importanti località turistiche d'Italia e d'Europa, meta di numerosi turisti stranieri, soprattutto da Germania e Paesi Bassi. Nel 1957 Rimini deteneva il primato per il maggior numero di alberghi e pensioni mentre Riccione, al terzo posto, ne contava 443.

### Sviluppo urbanistico
(Francesco Balilla Pratella, Romagna intima, 1933)
Fino agli anni trenta lo sfruttamento della fascia costiera rimase limitato: le aree attrezzate (con stabilimenti balneari, ecc.) erano distanziate tra loro da km di spiagge libere. A partire dagli anni Cinquanta, tutto lo spazio disponibile venne progressivamente riempito.
Nel riminese: dopo Rimini e Riccione, anche Bellaria e Igea Marina scoprivano la vocazione balneare; a sud di Rimini, nel 1959 sorse Rivaverde. Nel ravennate: Marina Romea sorse a partire dal 1957 riempiendo lo spazio tra Casal Borsetti e Porto Corsini; a sud di Punta Marina si ebbe la rapida edificazione di Lido di Savio (1958), Lido di Classe (1962), Lido di Dante (toponimo scelto appositamente per il turismo) e infine Lido Adriano (1965).
Negli anni cinquanta, il grande flusso di turisti portò anche alla costruzione di grattacieli in prossimità del mare con funzione residenziale. Il primo fu costruito a Milano Marittima nel 1957 e l'anno seguente a Cesenatico venne edificato quello che al tempo era riconosciuto come “il più grande grattacielo in cemento armato d’Europa”.
La Riviera romagnola registra un forte sviluppo intorno agli anni 1960 con la nascita di numerosi locali notturni, diventano così la meta prediletta dei personaggi del mondo dello spettacolo.

### Dagli anni ottanta a oggi
Negli anni ottanta si fa sentire il problema della qualità ambientale, soprattutto in termini di pulizia delle acque. Vengono pertanto realizzati progressivamente depuratori delle acque reflue, mentre le condizioni di balneabilità sono sottoposte a monitoraggio regolare. Alle nuove esigenze dei turisti si risponde frenando la cementificazione, valorizzando spazi verdi, curando l'arredo urbano, realizzando aree pedonali.
Si fa sentire anche la concorrenza di altre zone turistiche marine europee (Spagna, Grecia, Croazia): ad esempio a Rimini, alla fine del XX secolo, la quota delle presenze straniere è del 25% contro il 70% della Costa Brava.

## Ambiente

Riserva naturale Salina di Cervia

Le riserve naturali situate nel territorio della Riviera romagnola sono:
- Riserva naturale Destra foce Fiume Reno
- Riserva naturale Duna costiera di Porto Corsini
- Riserva naturale Pineta di Ravenna
- Riserva naturale Duna costiera ravennate e foce del Bevano
- Riserva naturale Pineta di Cervia
- Riserva naturale Salina di Cervia
- Parco naturale del Monte San Bartolo

## Turismo

### Il movimento turistico
La Riviera Romagnola è caratterizzata da una forte stagionalità che vede l'apertura della maggior parte delle strutture per un periodo di cinque mesi, da metà aprile a metà settembre, insieme ad alcuni periodi dell'anno come Capodanno ed Epifania. Sebbene la Riviera Romagnola presenti un turismo prettamente balneare, il turismo congressuale, sportivo, termale ed eno-gastronomico stanno evolvendo.
Secondo l’Osservatorio Congiunturale Emilia-Romagna, il movimento turistico della Riviera Romagnola nel 2000 occupava l'83% dei movimenti regionali. Nel 2012 l'Emilia-Romagna presentava la più alta concentrazione di esercizi (4462) e nel 2013 il numero maggiore di presenze si registravano a Rimini (14.421.290), seguita da Ravenna (4.313.244). Nel 2015 il 70% dei vacanzieri italiani scelse la Riviera Romagnola come meta nei mesi di luglio e agosto. Aumentarono inoltre nel 2015 il numero di turisti Tedeschi (+3,5%), Svizzeri (+4,9%) e Francesi (+ 6,3%).
Nel 2018 si contarono un totale di 331.499 posti letto, dei quali 217.067 nelle strutture alberghiere e 114.432 in quelle extra-alberghiere. Nel 2019 si registrarono un incremento del +1,7% degli arrivi e del +0,7% delle presenze.

### Luoghi storici del turismo balneare
- Kursaal di Rimini: edificato in sostituzione del primo Stabilimento Bagni (demolito nel 1870), fu il luogo che lanciò Rimini come località di divertimento. Ispirato al teatro della città, il Comune investì un milione di lire per acquistare l'area di 40.000 m² e finanziare la costruzione, inaugurata nel 1873 su progetto di Gaetano Urbani. L'edificio, su due piani in stile neoclassico, sorgeva al centro di un parco, con un pontile che lo collegava con un'ampia piattaforma sul mare. Al centro sorgeva un chiosco a forma di pagoda cinese. Il nome, che in tedesco significa Sala di cure, era ripreso dalla tradizione termale mitteleuropea. Anche la destinazione originaria doveva essere quella di luogo di cura. Invece il patron dello stabilimento, Paolo Mantegazza, ebbe l'idea di farne un luogo di feste, balli e giochi. Pur essendo sopravvissuto ai bombardamenti della seconda guerra mondiale, fu raso al suolo nel 1948.
- Grand Hotel di Rimini: edificato negli anni 1906-1908, il Grand Hotel Rimini è il più prestigioso albergo di Rimini. Contribuì a rafforzare l'immagine della città come località balneare alla moda.
- Grand Hotel di Riccione: edificato negli anni 1929-1935, il Grand Hotel Riccione è uno dei più prestigiosi alberghi di Riccione. Contribuì anch'esso a rafforzare l'immagine della città come località balneare alla moda.
- Grand Hotel di Cattolica o Hotel Kursaal: edificato in stile Liberty nel 1870, è da più di un secolo uno dei simboli di Cattolica. Negli anni fu meta di soggiorno di personaggi celebri.

## Galleria d'immagini

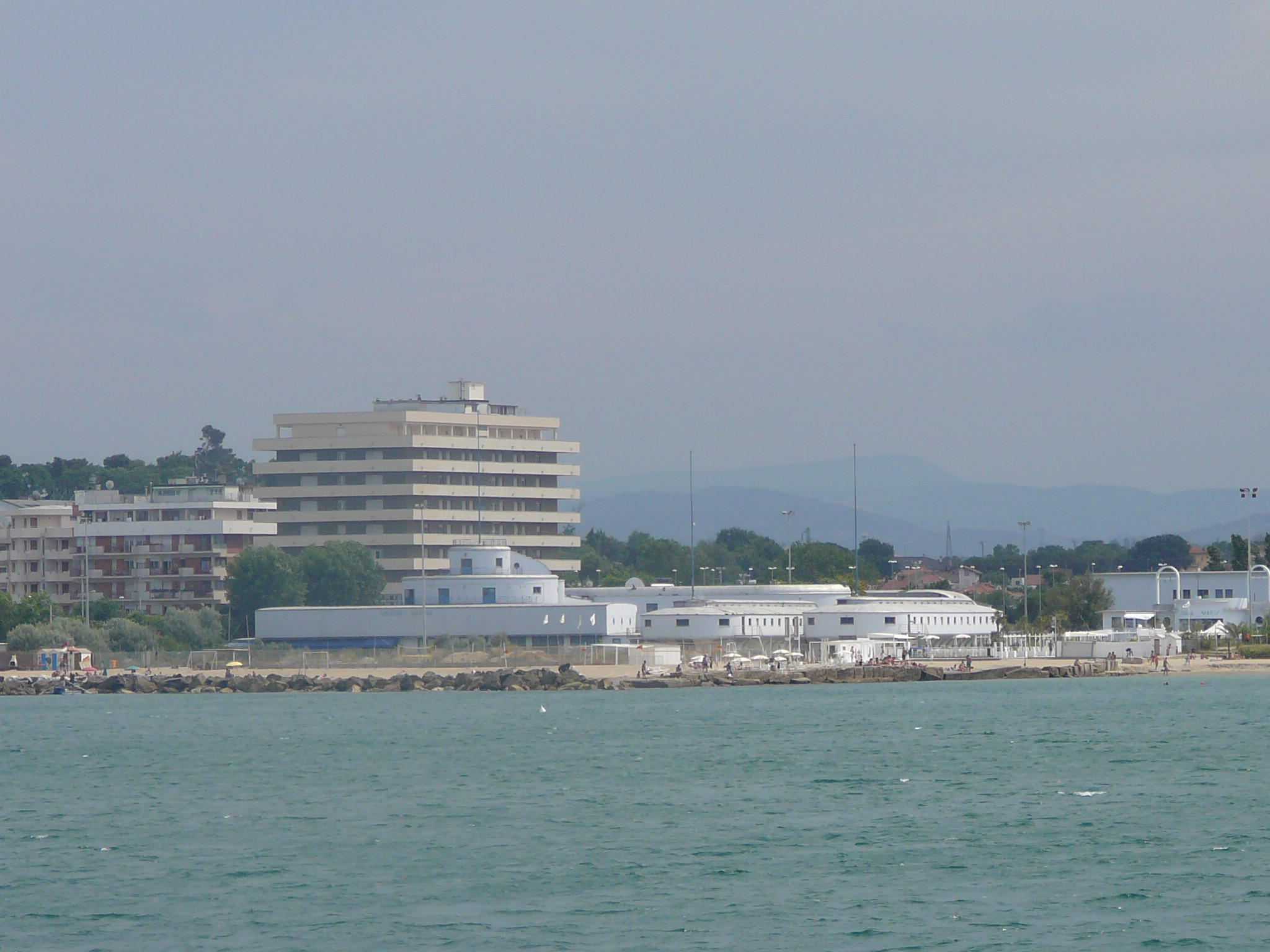
L'Acquario di Cattolica
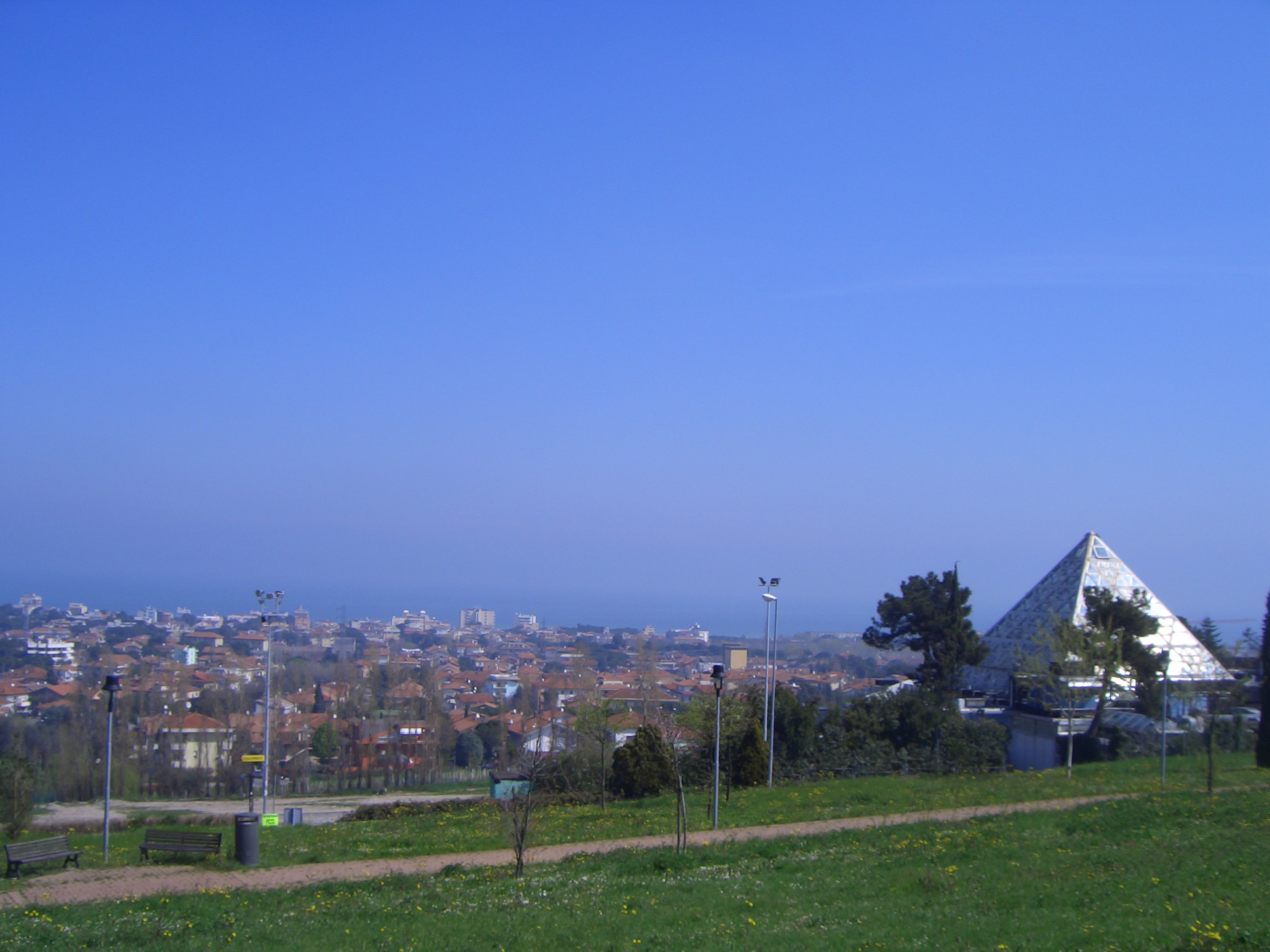
La discoteca Cocoricò
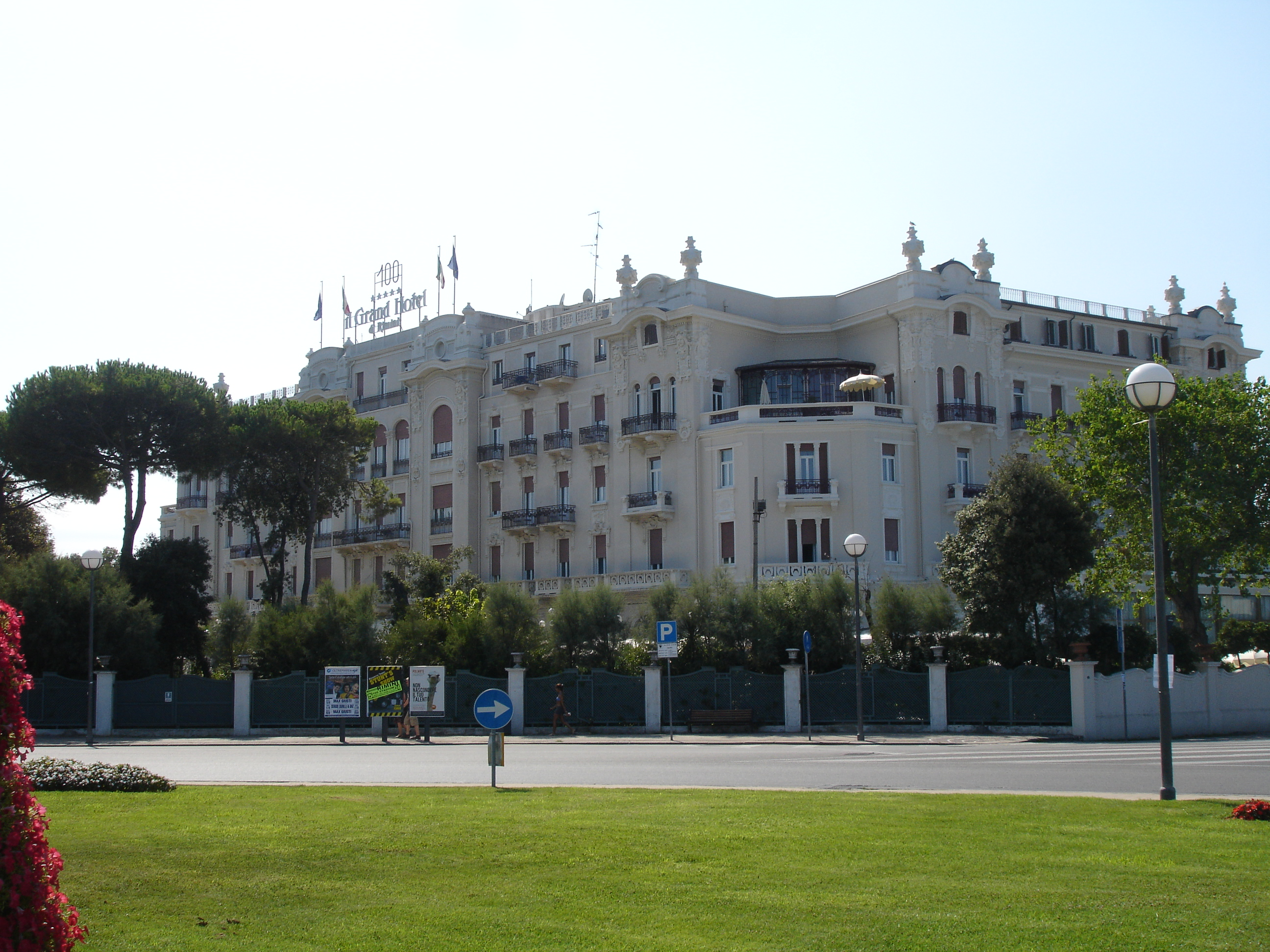
Grand Hotel Rimini
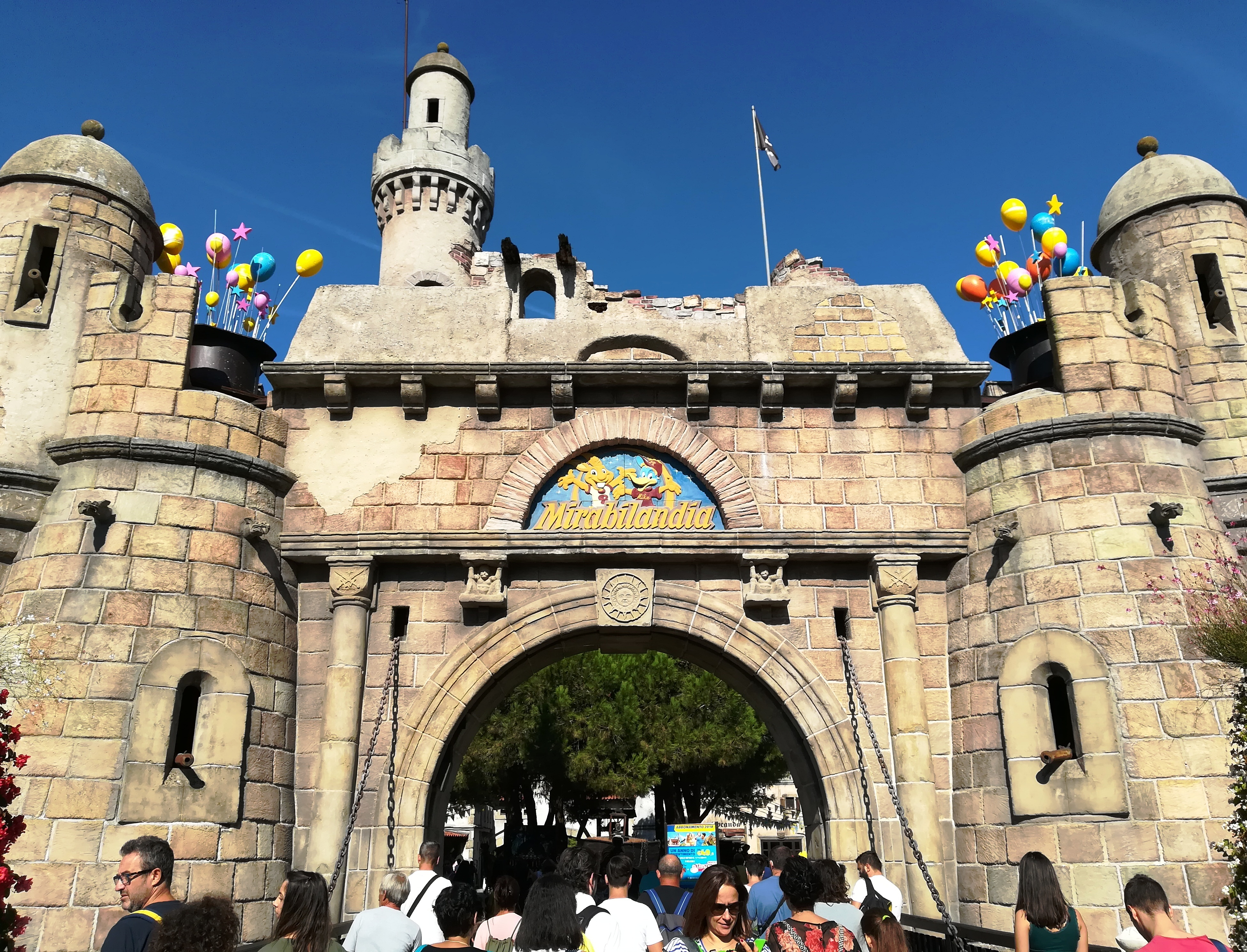
Parco di divertimenti Mirabilandia
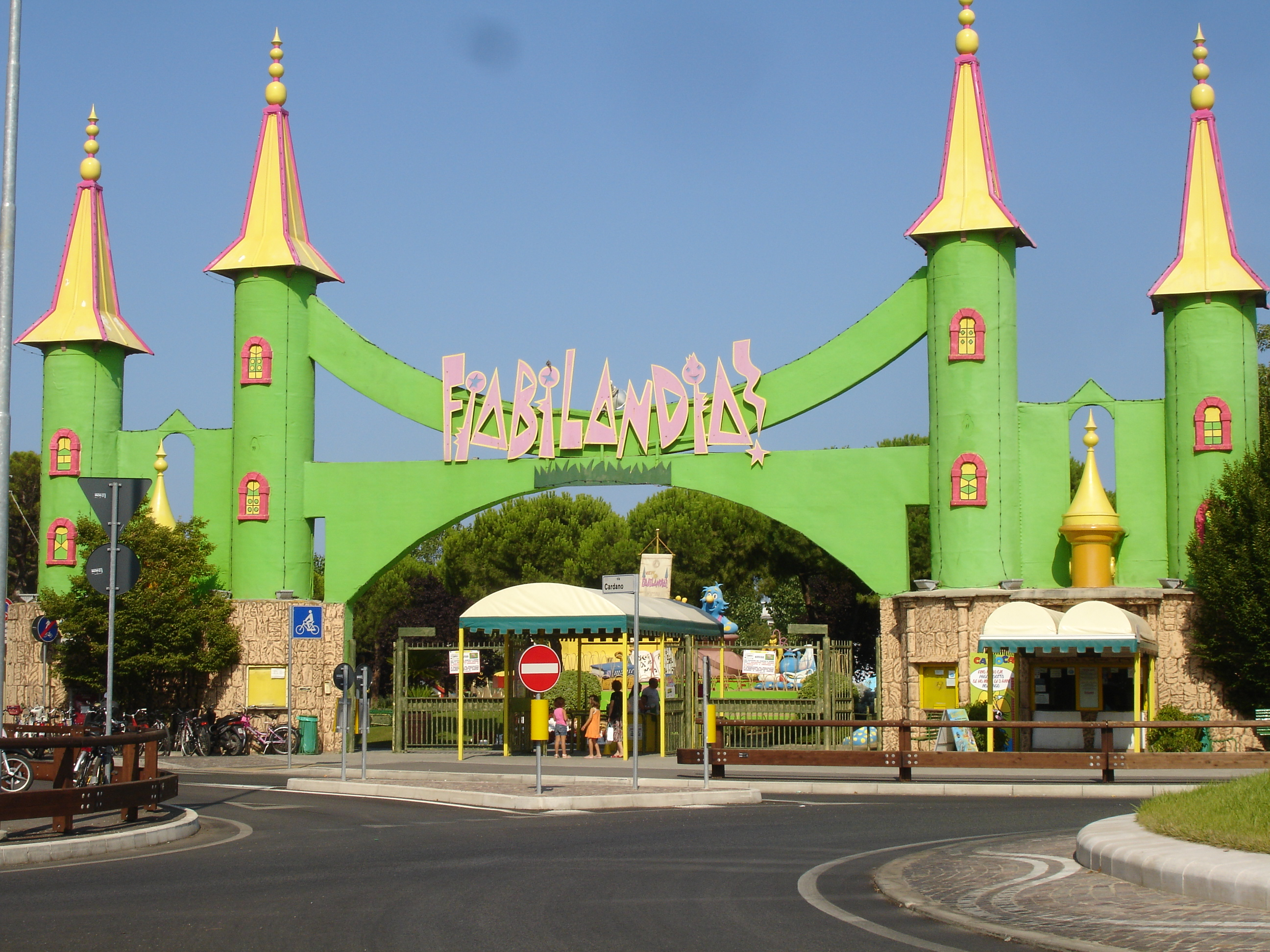
Parco di divertimenti Fiabilandia